# Isoetes eshbaughii
Isoetes eshbaughii là một loài dương xỉ trong họ Isoetaceae. Loài này được Hickey mô tả khoa học đầu tiên năm 1986.